# José Manuel Orengo Pastor
José Manuel Orengo Pastor (Gandía, 26 de diciembre de 1966) es un político español, alcalde de Gandía desde el 13 de junio de 2003 hasta el 11 de junio de 2011.

## Profesional
Es Ingeniero Técnico Agrícola, una diplomatura que estudió en la Universidad Politécnica de Valencia hasta el 1992.
Profesionalmente se especializó en cítricos y en césped para instalaciones deportivas y jardinería.
Tras finalizar sus estudios trabajó en el mantenimiento de instalaciones deportivas de la ciudad durante los años 1992 y 1993.
En el año 1993 constituyó una empresa de jardinería e ingeniería ambiental que abandonó cuando dio el salto a la política, dos años después.

## En el mundo asociativo
Comenzó muy joven su relación con las asociaciones de la ciudad de Gandía.
También fue presidente del Consejo Local de la Juventud de Gandía, actualmente Consell dels Joves de Gandía, e integrante de la Comisión Permanente del Consejo de la Juventud de la Comunidad Valenciana, donde gestionó la Comisión Territorial, compuesta por todos los Consejos Locales de la Juventud de la Comunidad Valenciana.

## Política
Su carrera política se inicia el año 1995 cuando accede a ser incluido como independiente en la lista del PSPV-PSOE para el ayuntamiento de Gandía de la mano de Pepa Frau Ribes.
Como concejal del ayuntamiento ha ejercido la responsabilidad de dirigir los departamentos de hacienda, personal, participación ciudadana y promoción económica.
Fue alcalde de Gandía desde las elecciones locales de mayo de 2003 hasta el 11 de junio de 2011.
Fue  Portavoz del Grupo Municipal Socialista en el Ayuntamiento de Gandia y Diputado en la Diputación Provincial de Valencia.
En el ámbito orgánico del PSOE, José Manuel Orengo fue el presidente del Comité Nacional del PSPV-PSOE, el máximo órgano del partido entre congresos del año 2004 al 2008.
Desde el 12 de diciembre de 2008 es el Secretario General Local del PSPV-PSOE de la ciudad de Gandia.